# Robert Giertsen
Robert Roach Giertsen (* 24. August 1894 in Bergen; † 27. Oktober 1978 ebenda) war ein norwegischer Segler.

## Erfolge
Robert Giertsen, Mitglied beim Bergens Seilforening, wurde 1920 in Antwerpen bei den Olympischen Spielen in der 10-Meter-Klasse nach der International Rule von 1919 Olympiasieger. Er war Crewmitglied der Mosk II, die als einziges Boot seiner Klasse teilnahm. Der Mosk II, deren Crew außerdem aus Otto Falkenberg, Arne Sejersted, Willy Gilbert, Halfdan Schjøtt und Trygve Schjøtt sowie Skipper Charles Arentz bestand, genügte mangels Konkurrenz in zwei Wettfahrten jeweils das Erreichen des Ziels zum Gewinn der Goldmedaille.
Giertsen hatte eine betriebswirtschaftliche Ausbildung und studierte in Dänemark, Deutschland und England. Zurück in Bergen übernahm er die Buchhaltung des Familienunternehmens.